# Pont de Bir-Hakeim

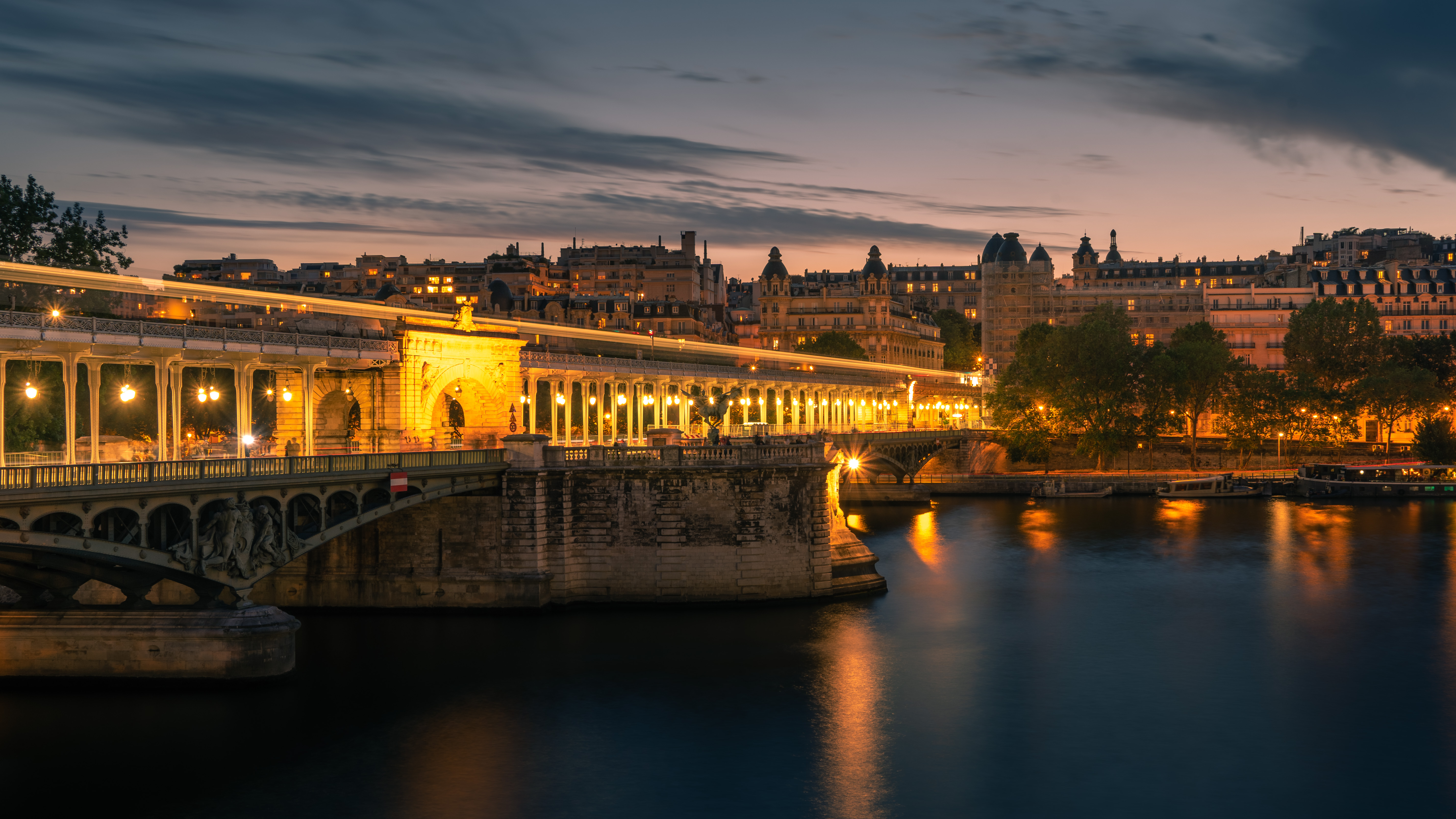
Pont de Bir-Hakeim (Nordseite, Blickrichtung Passy)

Der Pont de Bir-Hakeim ist eine Brücke über die Seine in Paris. Sie wurde 1878 als Pont de Passy gebaut. 1949 erhielt sie ihren heutigen Namen, am 10. Juli 1986 wurde sie zum schützenswerten Denkmal (Monument historique) erklärt.

## Lage
Die Brücke verbindet in Nordwest–Südost-Richtung  die Avenue du Président-Kennedy im Quartier de la Muette des 16. Arrondissements über die Seine mit deren linkem Ufer (Quai Branly und Quai de Grenelle).
Auf der Brücke quert das Métroviadukt Viaduc de Passy den Fluss, es liegt zwischen den Stationen Passy am rechten und Bir-Hakeim am linken Seineufer. Zwischen den Enden der beiden Bahnhöfe ist es insgesamt 380 Meter lang; es wird von U-Bahn-Zügen der Linie 6 befahren.
Wegen der günstigen Sicht auf den Eiffelturm wird der Pont de Bir-Hakeim bei Großereignissen wie Feuerwerken von zahlreichen Schaulustigen besucht.

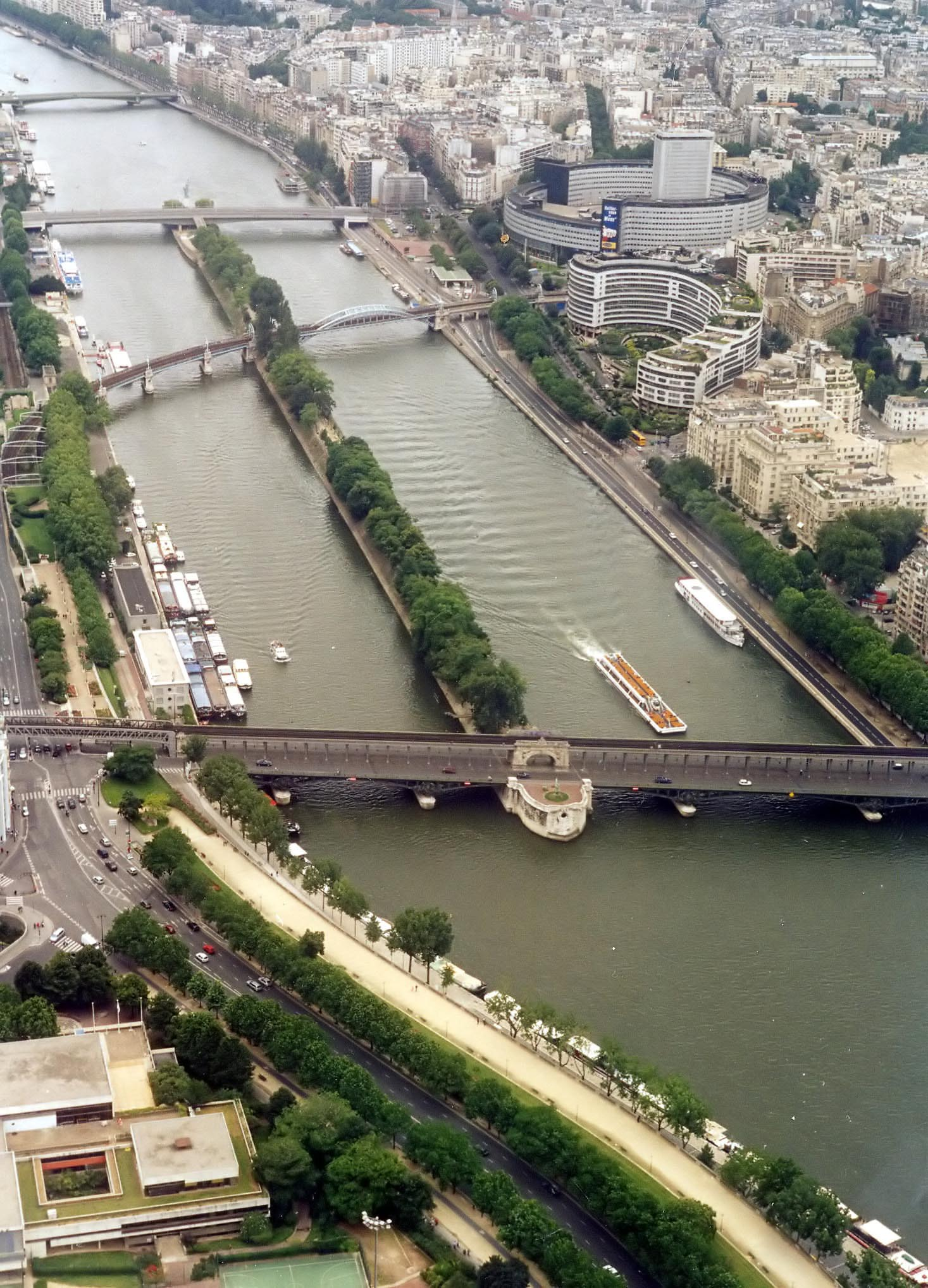
Pont de Bir-Hakeim und Île aux Cygnes vom Eiffelturm aus gesehen
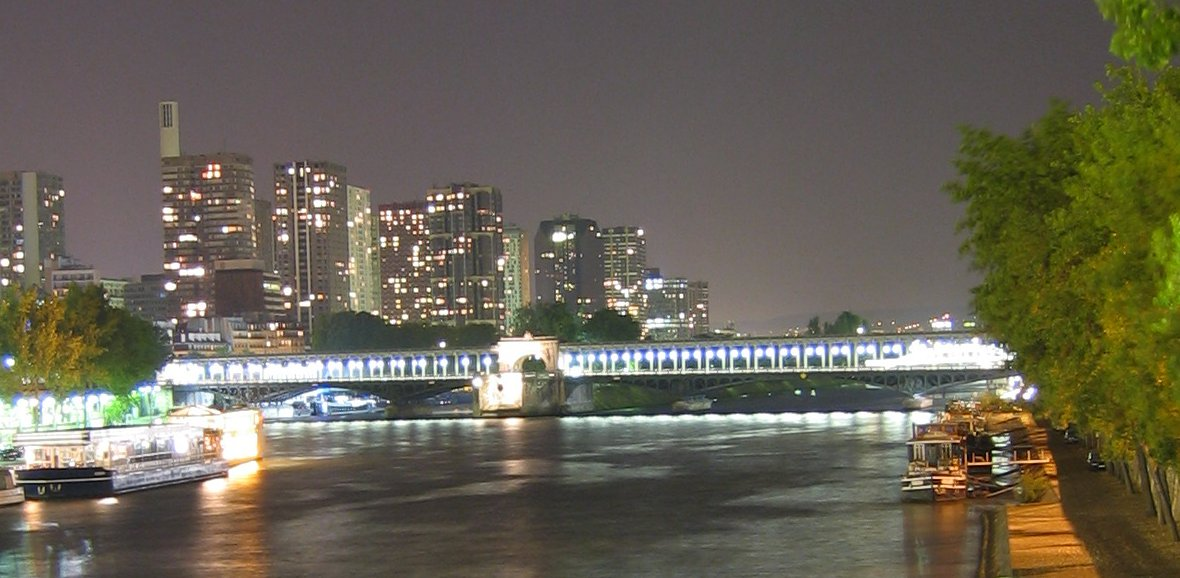
Pont de Bir-Hakeim bei Nacht
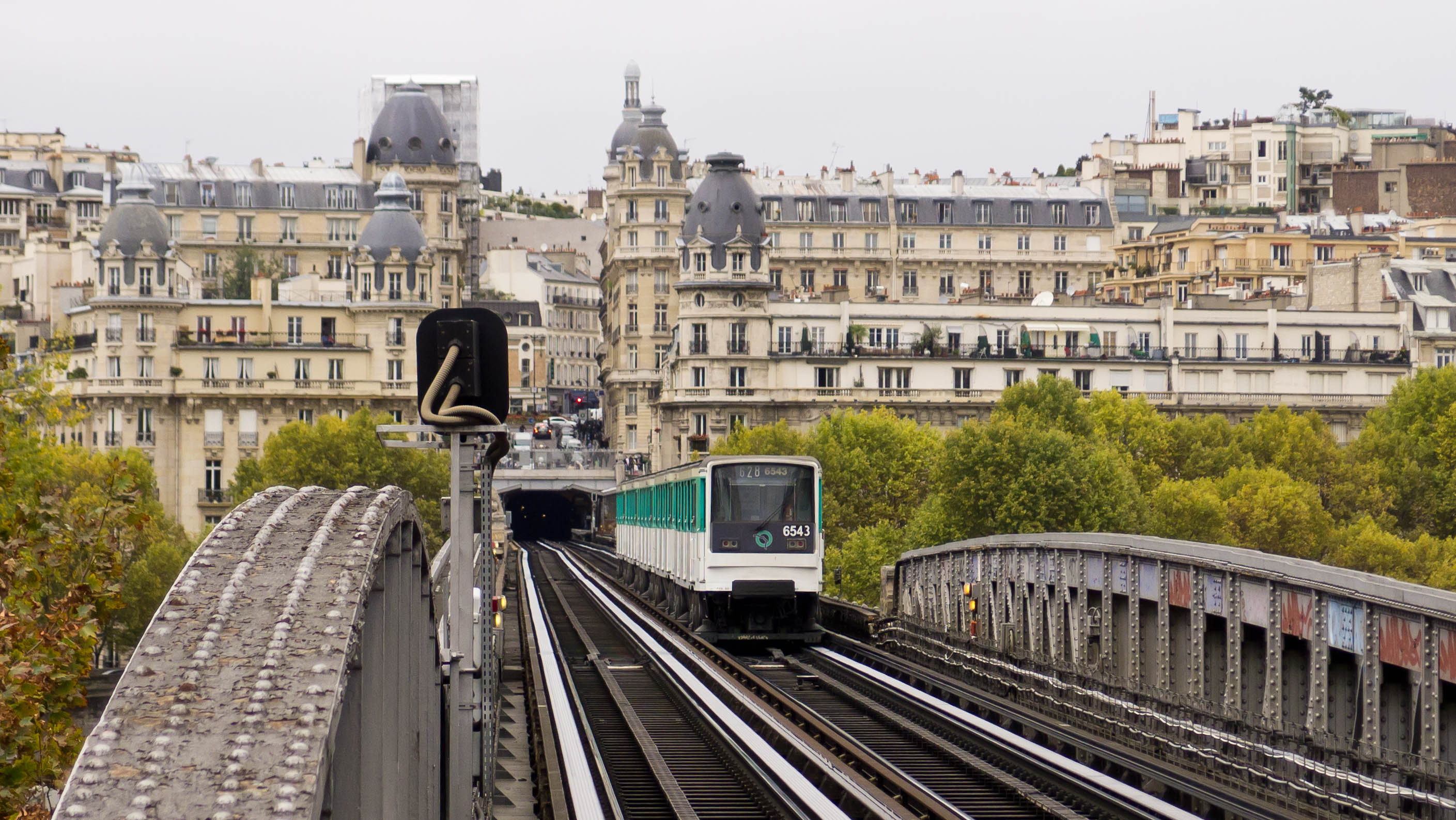
Gummibereifter Zug auf dem Viadukt, im Hintergrund die Métrostation Passy

## Geschichte

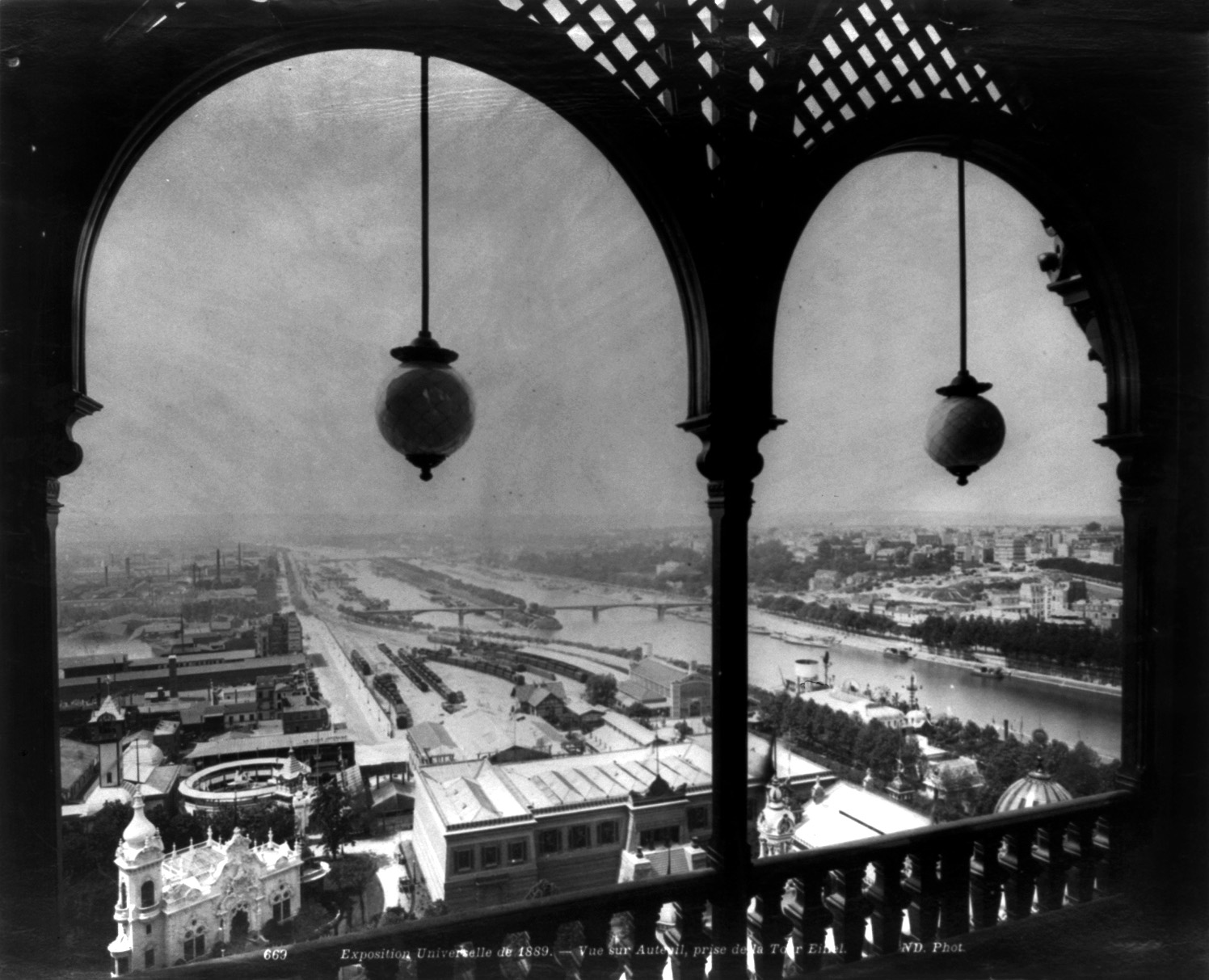
Die Passerelle de Passy vom Eiffelturm aus gesehen während der Weltausstellung 1889

Die Brücke befindet sich in Höhe der nordöstlichen Spitze der künstlichen Insel Île aux Cygnes, eines 1825 angelegten Damms, der die Seine teilt. Ein erster Steg, der dort die beiden Ufer verband, stammte aus dem Jahr 1878. Das eiserne Bauwerk wurde anlässlich der Weltausstellung von 1878 eröffnet und trug den Namen Passerelle de Passy.
Als Pont de Passy wurde zwischen Mai 1903 und April 1906 an dessen Stelle eine Straßenbrücke errichtet. In deren Mitte wurde längs ein Hochbahn-Viadukt der Métro (Viaduc de Passy) angelegt, unterhalb dessen sich ein 8,70 Meter breiter Gehweg befand, der mittlerweile als Radweg dient. Um den Fußgängern während der Bauarbeiten das Überqueren des Flusses zu ermöglichen, wurde der Steg um 30 Meter flussabwärts verschoben.
Architekt der Brücke war Louis Biette; die Bauausführung oblag dem damaligen Ingenieurbüro Daydé & Pillé.
Das Viadukt der Hochbahn wurde am 24. April 1906 eröffnet und gehörte zunächst zur Metrolinie 2 Sud. 1907 wurde die Strecke der Linie 5 (damals Étoile–Gare du Nord) zugeordnet, 1942 schließlich der Linie 6. Seit Juli 1974 verkehren gummibereifte Züge.

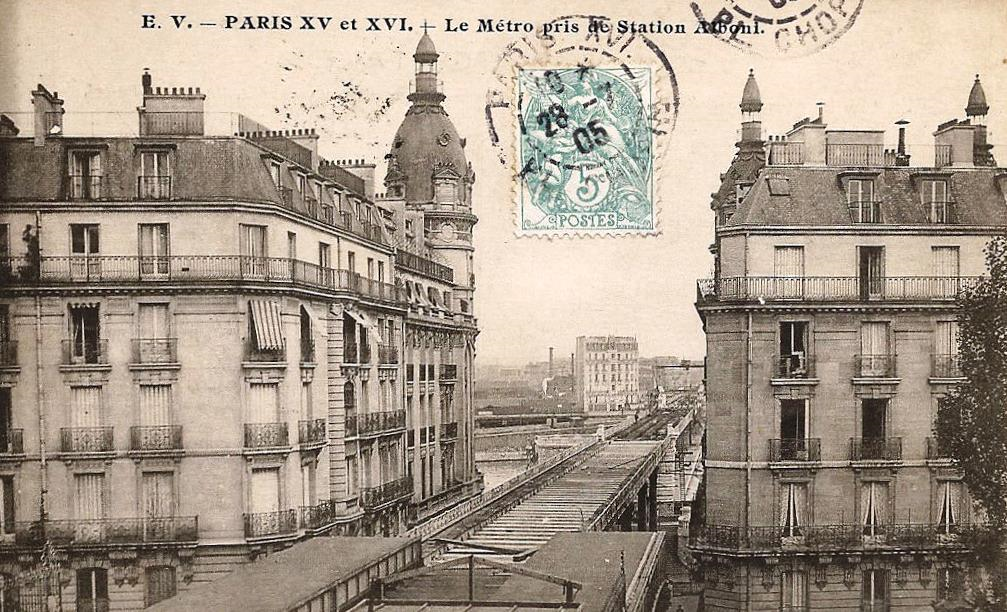
Konstruktion des Viaduc de Passy für den Übergang der Metro (1904)
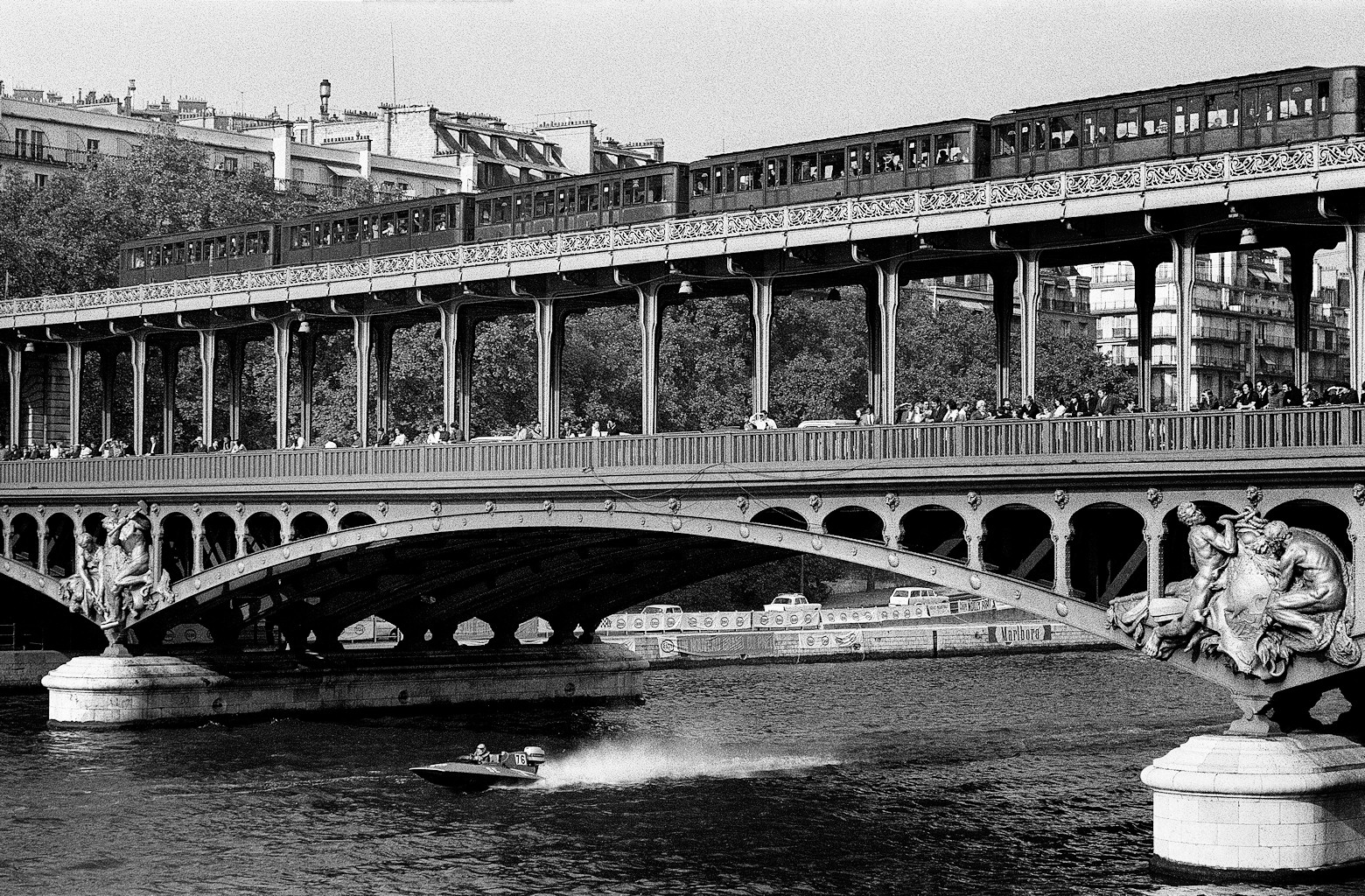
Abschnitt über den breiteren Arm mit Métrozug der Bauart Sprague-Thomson (1972)
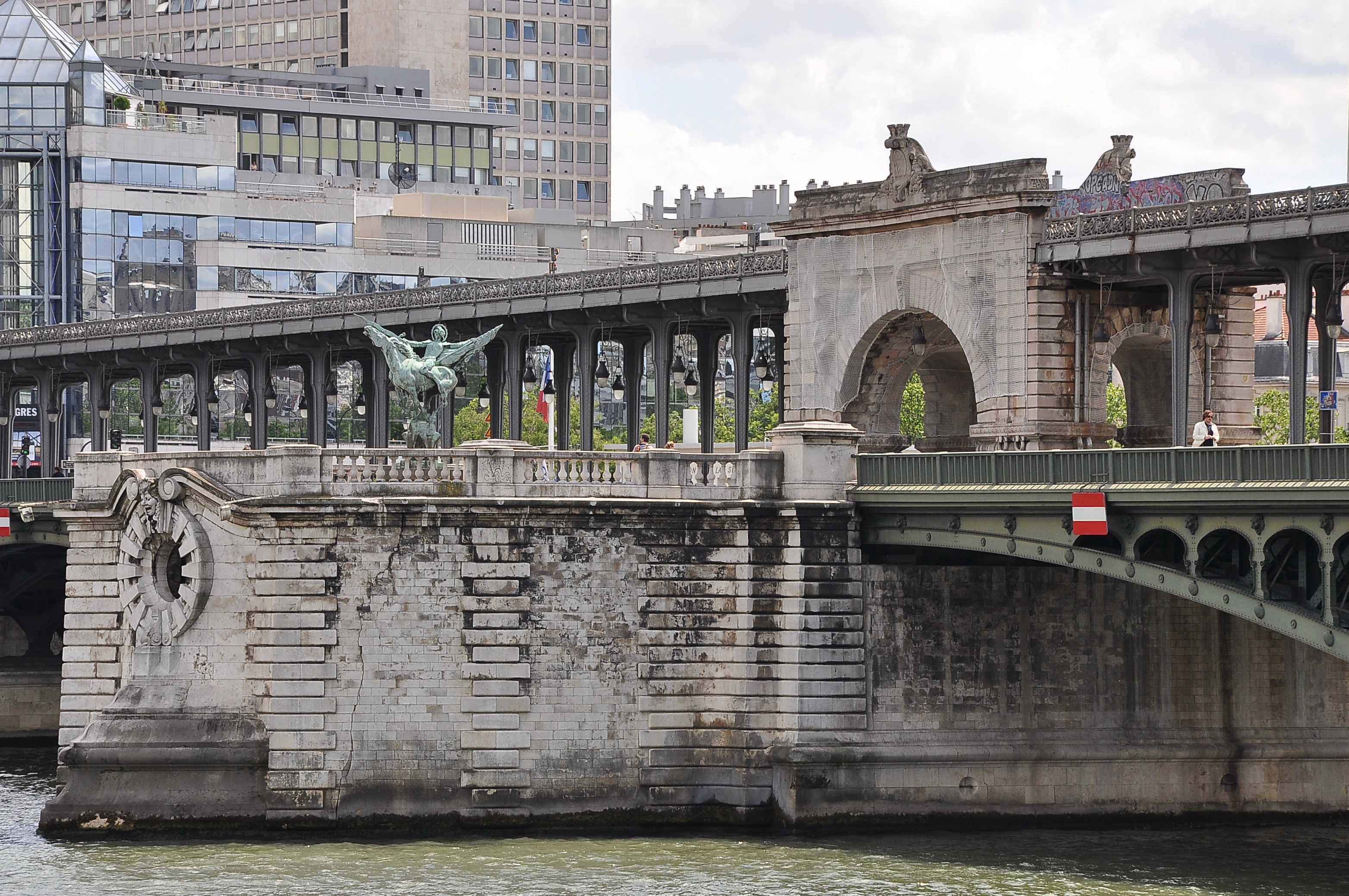
Nordostspitze der Île aux Cygnes mit dem Bogenbau
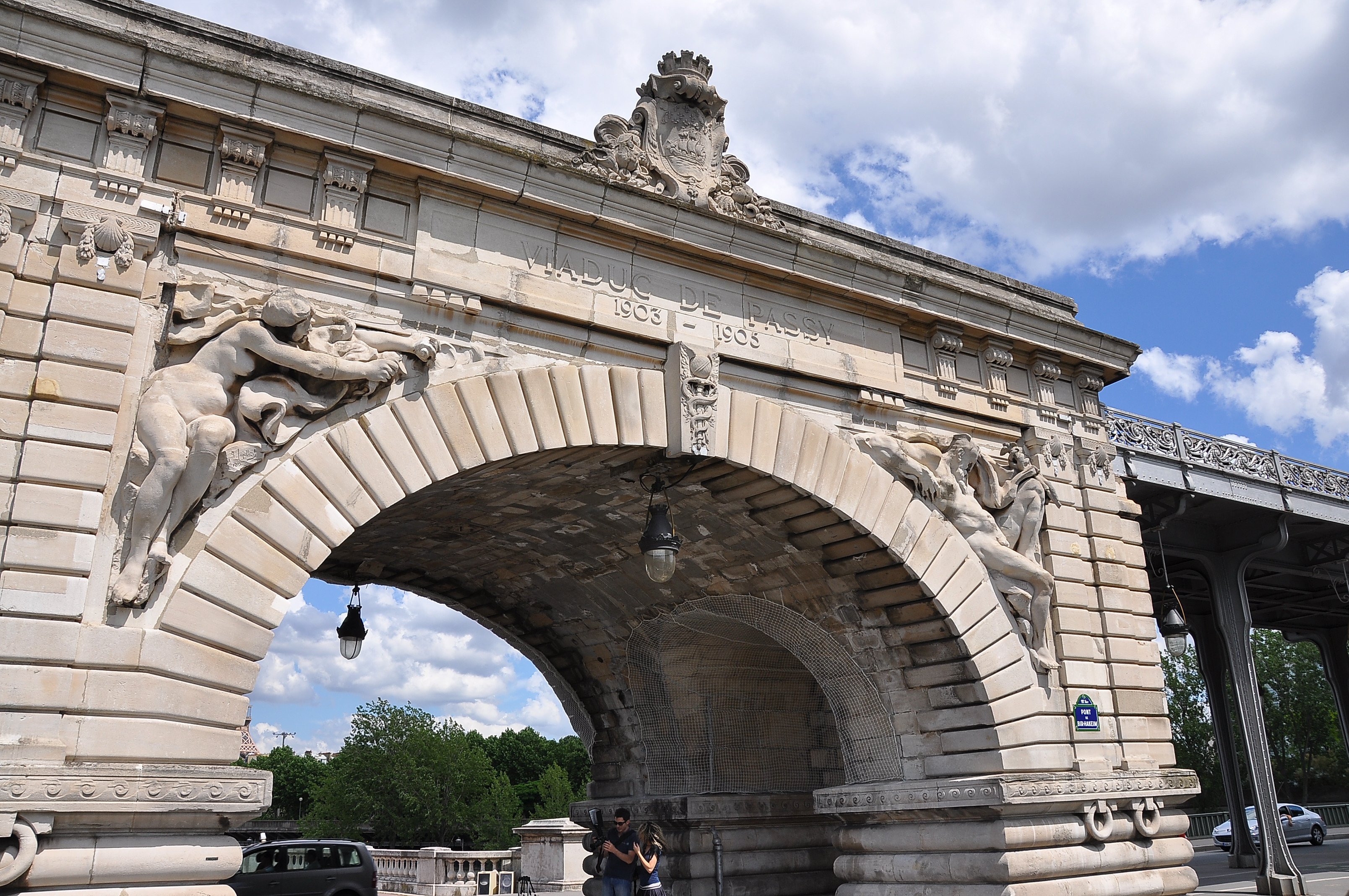
Bogenbauwerk mit Figuren von Jean-Antoine Injalbert, die Elektrizität und den Handel darstellend

## Name

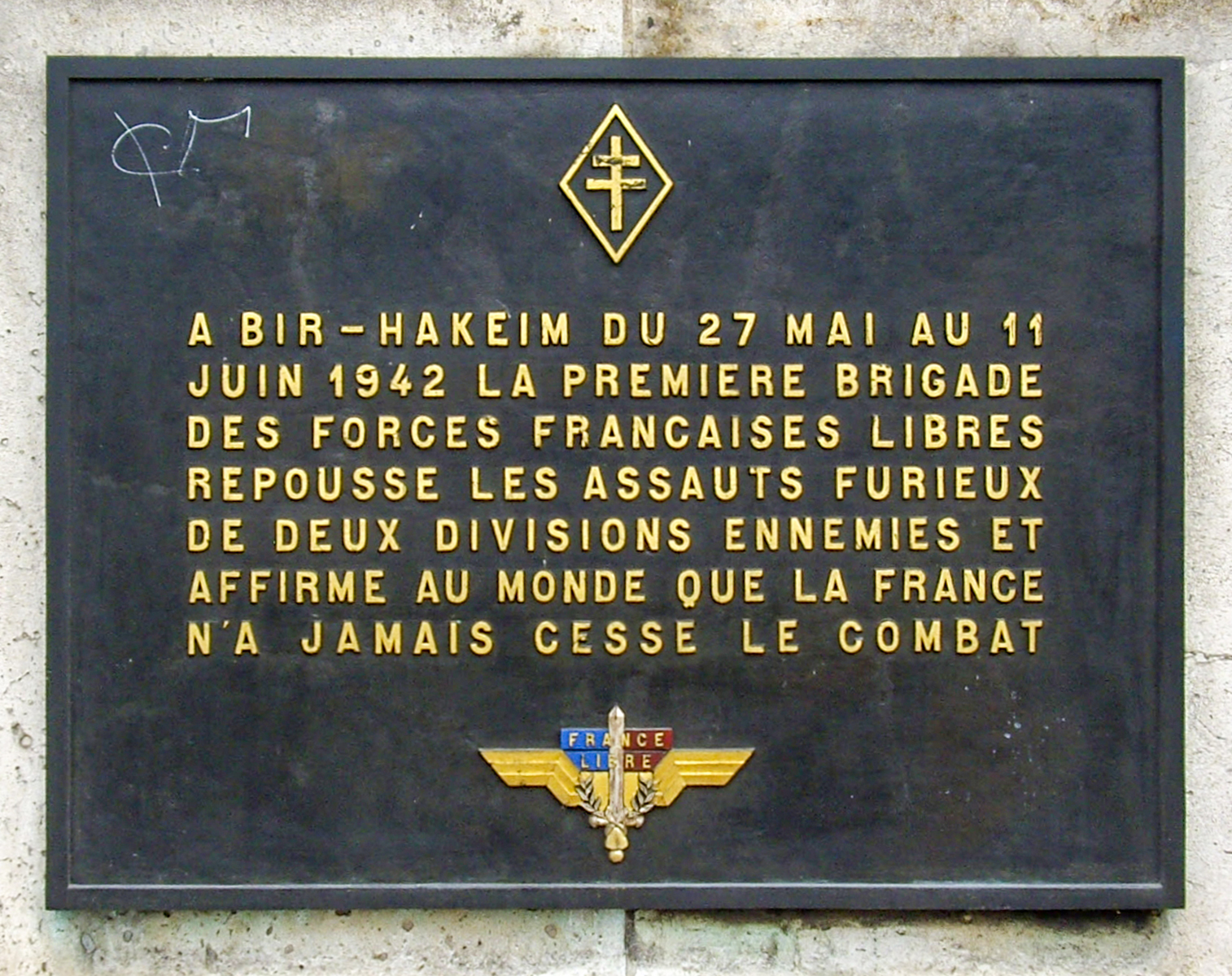
Erinnerungstafel an die Schlacht von Bir Hakeim in der Mitte der Brücke

Ursprünglicher Name der Brücke war Pont de Passy. Passy war bis 1859 eine eigenständige Gemeinde und gehört heute zum 16. Arrondissement von Paris am rechten Ufer der Seine, das auch als Arrondissement de Passy bezeichnet wird.
1949 wurde die Brücke nach der Schlacht von Bir Hakeim im Zweiten Weltkrieg umbenannt, während der eine Brigade freifranzösischer Truppen den Vorstoß der Wehrmacht mehr als zwei Wochen lang aufhielt.

## Beschreibung

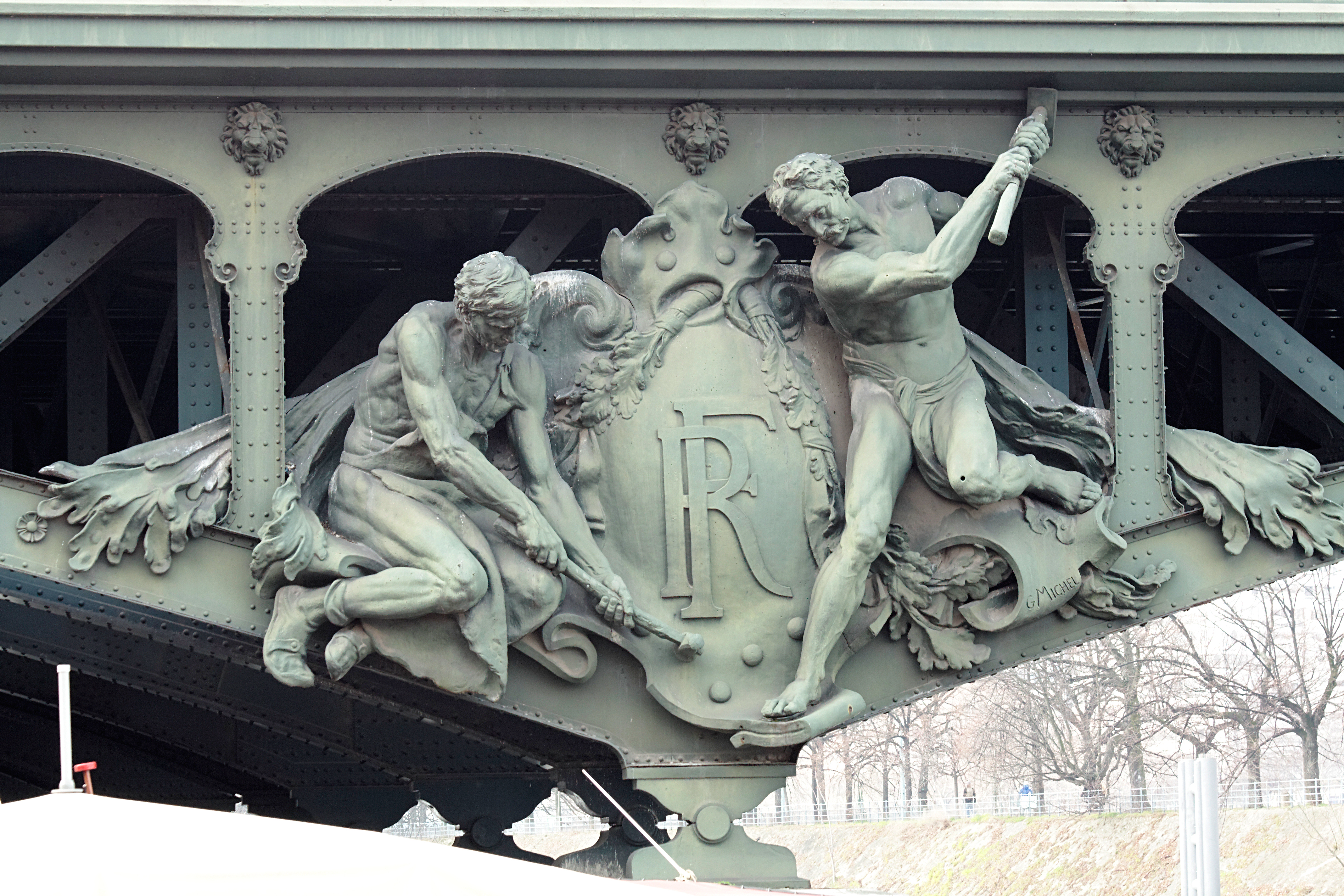
Figuren (Schmiede) von Gustave Michel an einem der Pfeiler

Die Straßenbrücke besteht genau genommen aus zwei Teilen, die von den Ufern kommend auf der künstlichen Insel zusammentreffen. Der Abschnitt über den breiteren Flussarm vom rechten Ufer ist 114 Meter lang, der über den schmaleren Arm am linken Ufer 90 Meter. Der dazwischenliegende Teil auf der Île aux Cygnes hat eine Länge von 23,50 Metern. Die Brücke ist insgesamt 24,70 Meter breit; die Breite der beiden Fahrbahnen beträgt jeweils 6 Meter, die der zwei seitlichen Gehsteige je 2 Meter. Die Eisenkonstruktion ruht auf zwei gemauerten Sockeln pro Flussarm und Widerlagern an den vier Ufern. Mittig existieren über der Insel 12 Meter lange Kragträger. Die Pfeiler zieren gusseiserne Figurengruppen des Bildhauers Gustave Michel, die Seeleute und Schmiede darstellen.
Das Viadukt der Métro ruht auf 19 (breiter Flussarm) und 15 (schmaler Arm) eisernen Pfeilerpaaren, die 1942 verstärkt wurden. Auf der Insel verläuft es über einen gemauerten Bogen in Form eines Tors, das der Architekt Jean Camille Formigé entwarf. Jenes trägt vier als Flachrelief ausgeführte Figuren von Jules Coutan und Jean-Antoine Injalbert. In Höhe des Bogens führt eine breite Treppe vom südwestlichen Gehsteig hinunter auf die Île aux Cygnes.

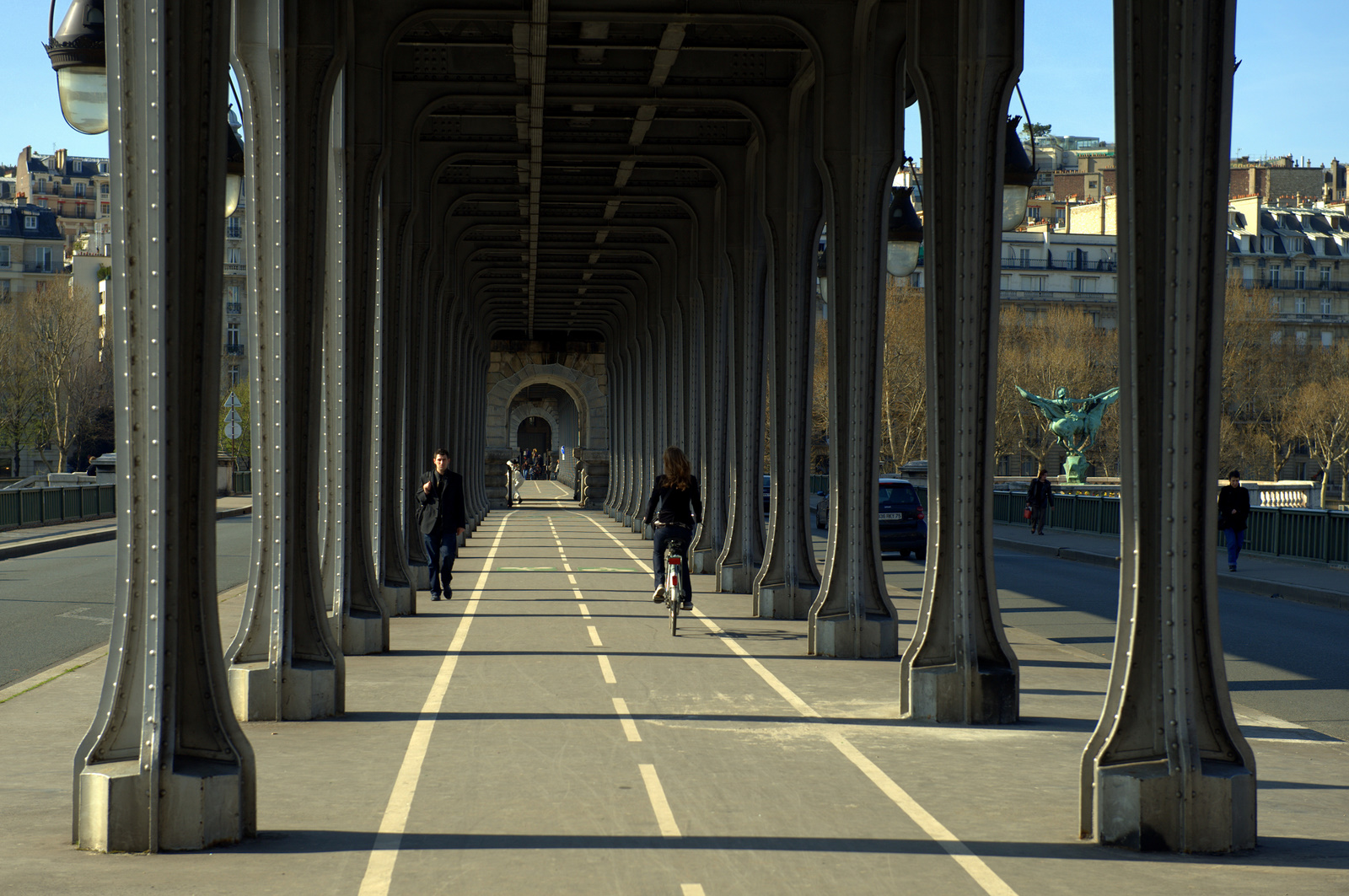
Radweg unter dem Métroviadukt (2010)

Die Brücke bietet mehrere Charakteristika:
- 12 Meter in der Mitte ist mit Kragträgern gebaut.
- Es gibt zwei Stockwerke: Eines für Fußgänger und Autoverkehr und eines als Viadukt für die Métrolinie 6.
- Das Viadukt der Métro ruht über dem Wasser auf metallischen Pfählen und auf der Île aux Cygnes auf gemauerten Bögen.
- Die Métrobrücke verläuft horizontal, während die Straßenbrücke vom linken zum rechten Ufer abfällt.
- Der Fußweg unter dem Viadukt wurde um 2010 durch einen Fahrradweg ersetzt.
- In der Mitte ist eine Treppe, die einen Spaziergang von Île aux Cygnes zum Pont de Grenelle und zur Freiheitsstatue erlaubt.

Die Brücke ist mit vier monumentalen Steinstatuen im Basrelief geschmückt, die sich auf dem zentralen Bogen des Viadukts auf der Île aux Cygnes befinden:
- La Science et Le Travail (deutsch Wissenschaft und Arbeit) von Jules Coutan flussaufwärts
- L’Électricité et Le Commerce (deutsch Elektrizität und Handel) von Jean-Antoine Injalbert flussabwärts

Die Pfeiler sind mit zwei eng in den Rahmen eingeflochtenen Statuengruppen von Gustave Michel geschmückt: Les Nautes, ausgestattet mit maritimen Accessoires (Netz, Boje, Segel usw.), die ein Wappen der Stadt Paris auf dem Pfeiler anbringen und Les Forgerons-riveteurs, die ein RF-Wappen auf dem Pfeiler anbringen. Diese Gruppen sind auf den beiden Seine-Armen, stromaufwärts und stromabwärts, identisch reproduziert (d. h. vier Reproduktionen jeder Gruppe).

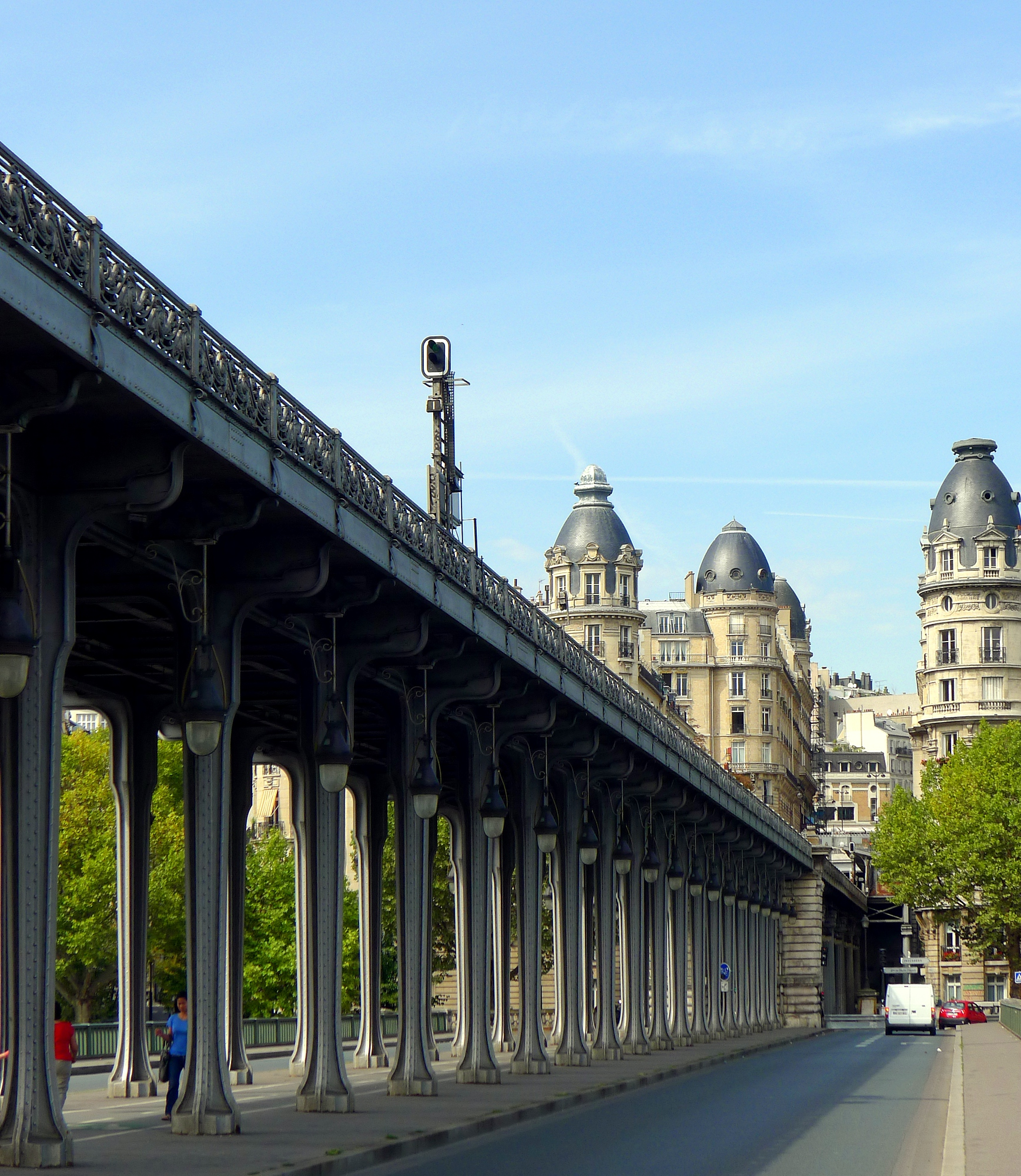
Viaduc de Passy und Fahrbahn in Richtung Passy
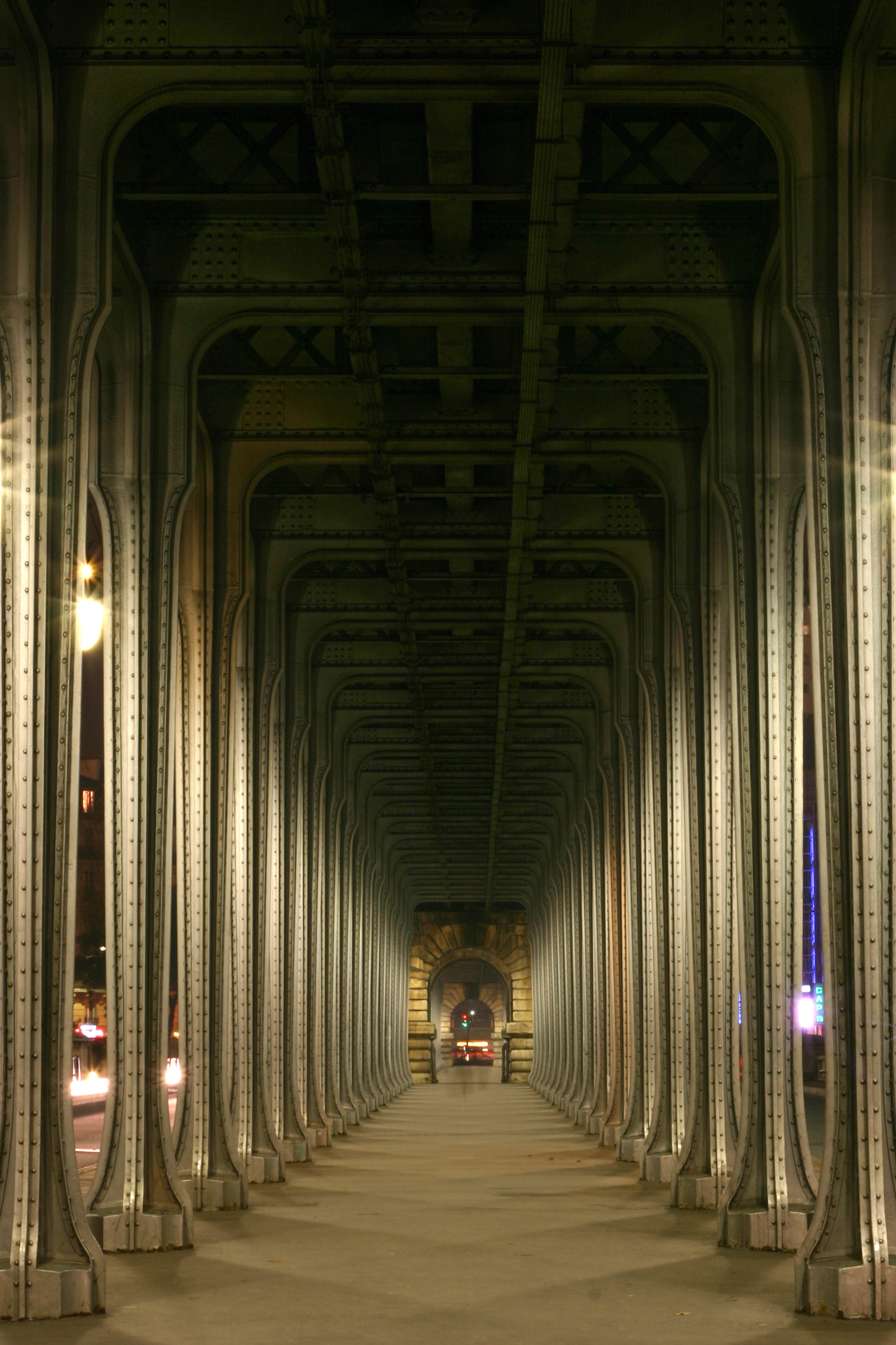
Fußweg unter dem Viadukt (2005)
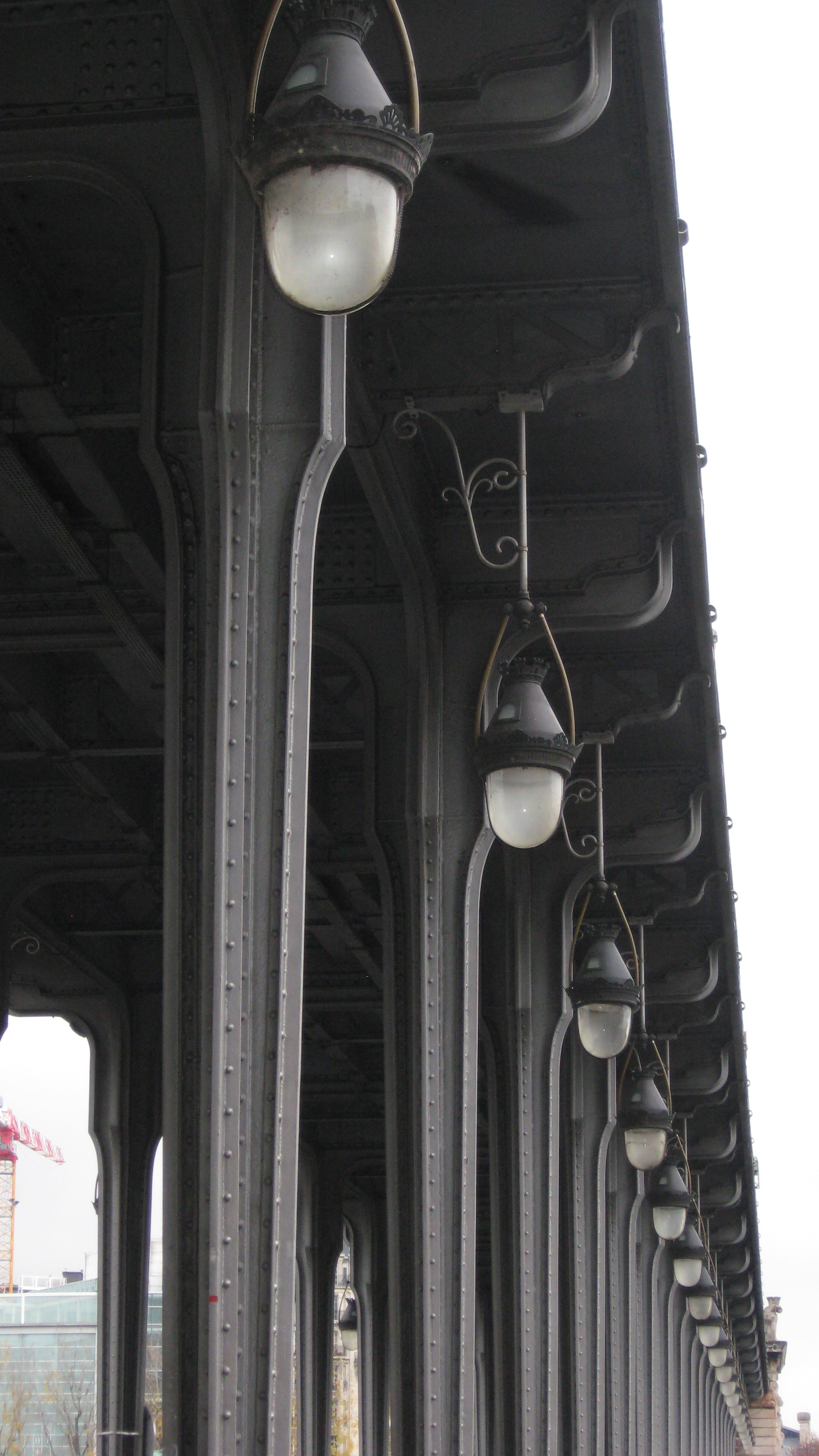
Seitenbeleuchtung im Stil des Art déco

## Sonstiges
Auf der Promenade unter dem Viadukt der Métro beginnt die Handlung des Films Der letzte Tango in Paris. Szenen des Films Inception wurden ebenfalls an der Brücke gedreht.
Neben und auf der Brücke ereignete sich am 2. Dezember 2023 ein islamistisches Attentat.
Weitere Brücken mit einem U-Bahn-Viadukt oberhalb der Straßenebene sind der flussaufwärts gelegene Pont de Bercy und die Berliner Oberbaumbrücke.